# Дама з камеліями (фільм, 1921)
«Каміла» (англ. Camille) — американська мелодрама режисера Рея С. Смоллвуда 1921 року. Створено за мотивами однойменної п'єси Олександра Дюма.

## Сюжет
Дія картини відбувається в середині XIX століття у Парижі. У вищому світлі столиці з'являється чарівна куртизанка Маргарита Готьє, відома як «дама з камеліями» — через пристрасть до квітів. У неї багато багатих шанувальників, але через екстравагантну поведінку і добре серце вона постійно живе в боргах. Подруга рекомендує їй зблизитися з бароном де Варвілем, володарем великого статку. Між тим, Маргариту таємно переслідує закоханий в неї молодий чоловік Арманд Дюваль. Спочатку Маргарита навіть думає, що він і є Варвіль, але це виявляється не так, коли її представляють справжньому барону. Їй дуже сподобався Арманд, але вона все ж стає коханкою Варвіля, таємно підтримуючи відносини з Армандом.
Стан Маргарити погіршується через туберкульоз, але вона намагається порвати відносини з бароном і возз'єднатися з Армандом. Маргарита таємно продає свої коштовності, щоб підтримати життя. Разом коханці їдуть на курорт і недовгий час по справжньому щасливі. Гроші закінчуються і Арманд пише листа своєму батькові, монсеньйору Дювалю, щоб він допоміг йому матеріально. Стривожений батько зустрічається з Маргаритою і намагається умовити її порвати з сином, так як це може згубно позначитися на його майбутній кар'єрі. Маргарита повертається з курорту в Париж і намагається порвати з Армандом, але вже пізно. Вона вся в боргах, без майбутнього і з підірваним здоров'ям. В кінці Маргарита помирає на руках Арманда.

## У ролях
- Рудольф Валентіно — Арманд Дюваль
- Рекс Черрімен — Гастон Рівекс
- Артур Гойт — барон де Варвіль
- Зеффі Тілбурі — Пруденс
- Петсі Рут Міллер — Нішетт
- Елінор Олівер — Нанін
- Вілльям Орламонд — батько Арманда
- Консуело Фловертон — Олімп
- Алла Назімова — Маргарита Готьє
- Едвард Коннеллі — герцог